# Camille Le Senne
Pour les articles homonymes, voir Le Senne.
Camille Le Senne est un auteur et critique dramatique français né le 12 décembre 1851 à Paris et décédé dans cette ville le 5 juillet 1931.

## Biographie
Collaborateur régulier de la revue Le Ménestrel où il tient la rubrique « La Musique et le théâtre aux Salons du Grand-Palais », il livre ses impressions sur la production dramatique de son temps.
On lui doit des livrets d'opéra comme Le Cavalier d'Olmedo ou Le Père joué, d'après Lope de Vega.
En 1911 il participe, sur l'initiative du musicologue Édouard Ganche, à la fondation de la Société Chopin aux côtés de Maurice Ravel.
En 1918, il est candidat à l'Académie française.
Il est inhumé avec son épouse et son fils mort en 1910 au cimetière de Montmartre, division 14, le 8 juillet 1931.

## Famille
- Napoléon Madeleine Le Senne (vers 1811-1888), juge de paix, du canton de Villejuif, puis du 8ème arrondissement de Paris, marié avec Clémentine Esther Bergeré
  - Charles Le Senne (1848-1901), juriste, député de la Seine de 1889 à 1898[6], marié en 1880 avec Marie Thérèse Hélène Potier de La Berthelière (1856-1908)
  - Eugène Jean Napoléon Le Senne (1846-1938), historien de Paris[7], marié en 1876 avec Marie Camille Henriette Dubarle (1856-1934),
    - Émile Jean Le Senne (1881-1914), homme de lettres sous le nom de Élsen. Il reçoit en 1916 Prix Fabien de l'Académie française pour sa thèse de doctorat présentée en 1906, Frédéric Bastiat et l’extension du rôle de l'État[8],
    - Antoinette Madeleine Suzanne Le Senne (1885-1977),
    - Marie Charlotte Clementine Le Senne (1887-1953),
    - Jean Camille Henri Le Senne (1891-1915).

  - Henri Camille Le Senne (1851-1931), marié en 1884 avec  Blanche Marie Clotilde Potier de La Berthelière (1861-1931),
    - Paul Armand Léon Le Senne (1886-1910)

## Œuvres
En 1913, l’Académie française lui décerne le prix Langlois pour la traduction de L’étoile de Séville de Lope de Vega. (En collaboration avec Léon Guillot de Saix).